# سیارک ۳۱۴۴
سیارک ۳۱۴۴ (به انگلیسی: 3144 Brosche، نامگذاری:1931TY1) سه هزار و صد و چهل و چهارمین سیارک کشف شده‌است که در ۱۰ اکتبر ۱۹۳۱ و در هایدلبرگ کشف شد.
قدر مطلق سیارک برابر ۱۳٫۶۰ است.